# Ngodup Dorjee
Ngodup Dorjee, né le 16 août 1956 à Ngari, au Tibet occidental est un homme politique tibétain. 

## Biographie
Après avoir terminé son éducation, il a rejoint l'Administration centrale tibétaine en 1982 où il est nommé secrétaire de la société coopérative des réfugiés tibétains au Ladakh en Inde du Nord. Il est nommé ultérieurement secrétaire du ministère de l’intérieur, et a surtout travaillé sur le développement rural et l'administration publique.
Il a reçu un certificat de l'Administration centrale tibétaine pour son travail exemplaire.
Ngodup Dorjee a été nommé successivement représentant du Bureau du Tibet de Paris de 2010 à 2014, puis de Genève pour l'Europe centrale et orientale le 1er octobre 2014.
Marié, il est le père de deux fils et deux filles.